# Кутепов, Александр Павлович
Алекса́ндр Па́влович Куте́пов (16 [28] сентября 1882, Череповец — 26 января 1930, ?) — русский военный деятель, генерал от инфантерии (1920), первопоходник, активный участник Белого движения, монархист. В 1928—1930 годах — председатель Русского общевоинского союза (РОВС). 26 января 1930 года был похищен в Париже агентами Иностранного отдела ОГПУ в результате проведения секретной операции, подготовленной и осуществлённой под руководством кадровых сотрудников ОГПУ Якова Серебрянского и Сергея Пузицкого в рамках более широкой операции ОГПУ «Трест».

## Биография

### Семья и образование
Родился в семье личного дворянина Константина Михайловича Тимофеева и его жены Ольги Андреевны в Новгородской губернии. В 1890 году К. М. Тимофеев умер. В 1892 году Ольга Андреевна вступила в брак с потомственным дворянином Павлом Александровичем Кутеповым, чиновником по крестьянским делам Корпуса лесничих (после столыпинской реформы он стал председателем землеустроительной комиссии). 9 марта 1893 года по определению Новгородского окружного суда трех сыновей, рождённых Ольгой Андреевной в первом браке, — в том числе и Александра, П. А. Кутепов усыновил.
Получил образование в Архангельской гимназии (вышел из 7-го класса). Вступил на военную службу в 1901 году. В 1902 году поступил юнкером в Санкт-Петербургское пехотное юнкерское училище. Уже через год младший портупей-юнкер Кутепов на строевом смотре великим князем Константином Константиновичем был произведён сразу в фельдфебели, в обход звания старшего портупей-юнкера. Окончил училище по 1-му разряду и 9 августа 1904 года был выпущен подпоручиком в 85-й пехотный Выборгский полк, находившийся в действующей армии.

### Участие в русско-японской войне
По прибытии в полк Кутепов попросил о назначении в команду разведчиков, на которую возлагались самые опасные поручения. Вскоре он отличился в ночном нападении с несколькими «охотниками» (то есть чинами команды разведчиков) на японскую заставу. Русские разведчики захватили большие трофеи (пулемёты и винтовки). За это орденом Святого Георгия был награждён не участвовавший в деле начальник команды разведчиков. После войны, когда стали известны подробности этой операции, были предприняты усилия (хотя и безрезультатные) по представлению Кутепова к награде. Сам Кутепов об этом ничего не знал. Однако он всё же был награждён боевым орденом за эту разведку — орденом Германской Короны с мечами и на ленте Железного креста. Эту награду Кутепов получил от германского принца (шефом 85-го Выборгского полка был германский император Вильгельм), узнавшего подробности одной из кутеповских разведок.
Отличился в Шахэйском и Мукденском сражениях, за боевые отличия был награждён орденами Святой Анны 4-й степени с надписью «За храбрость», Святого Станислава 3-й степени с мечами.
Возвращался из Маньчжурии в столицу Кутепов отдельно от своего полка; он был назначен в специальную команду, высланную в Россию для обучения новобранцев. Тут Кутепов впервые столкнулся с революцией: на пути эшелона местными революционерами была объявлена «республика», администрация растерялась, и ему пришлось прорываться, взяв на себя всю ответственность за эшелон и арестовав стачечный комитет железнодорожной станции.
По прибытии в Санкт-Петербург на представлении императору Кутепов лично был награждён им за свои фронтовые заслуги орденом Святого Владимира 4-й степени с мечами и бантом.

### Офицер лейб-гвардии Преображенского полка
18 ноября 1906 года был прикомандирован к лейб-гвардии Преображенскому полку, а 1 ноября 1907 года «за оказанные боевые отличия и образцовую службу» переведён в полк. С 1907 года — поручик, с 1911 года — штабс-капитан. Занимал в полку должности помощника начальника учебной команды, начальника пулемётной команды, начальника команды разведчиков, командира 15-й роты, начальника учебной команды.

### Первая мировая война
С началом мобилизации учебная команда была расформирована, и 19 июля 1914 года Кутепов принял 4-ю роту лейб-гвардии Преображенского полка, с которой и выступил на фронт Первой мировой войны. Был ранен в бою под Владиславовым 20 августа 1914 года. С 23 августа 1915 года назначен командиром роты Его Величества. В 1915 году был произведён в капитаны со старшинством с 19 июля 1915 года. Удостоен ордена Святого Георгия 4-й степени
За то, что 27 июля 1915 года в бою у д. Петрилов, когда немцы, после усиленной подготовки артиллерийским огнём тяжёлых орудий, захватили окопы одной из рот, он, находясь в частной поддержке, не имея возможности по условиям боя получить указаний, по собственной инициативе перешёл в контратаку и, несмотря на значительные потери, выбил противника с нашей позиции и восстановил положение, причём, хотя был тяжело ранен, продолжал руководить боем до вечера.
В результате этой контратаки немецкое наступление было задержано на несколько часов. С 8 ноября 1915 года принял во временное командование 1-й батальон полка, продолжая командовать Его Величества ротой. С 30 июня 1916 года командовал 2-м сводным батальоном. Пожалован Георгиевским оружием 4 сентября 1916 года
За то, что, будучи в чине капитана в бою 7 сентября 1916 года у Свинюхского леса, командуя 2-м батальоном и выдвинувшись под ураганным обстрелом из-за правого фланга дивизии за ее левый боевой участок, с боя захватил окопы противника севернее Свинюхского леса, удержал их, отбив ряд ожесточенных контр-атак германцев, заполнив опасный прорыв между лейб-гвардии Измайловским и Семеновским полками, чем способствовал успешному исходу всего боя.
Был произведён в полковники 25 ноября 1916 года со старшинством с 26 сентября 1916 года. В декабре 1916 года полковник Кутепов общим собранием офицеров полка избирается в суд чести и в состав его распорядительной команды. 1 апреля 1917 года, уже в условиях идущей «демократизации» армии, был переизбран в суд чести. Полк под его командованием отличился в июле 1917 года.

### Февральская революция
Во время Февральской революции полковник Кутепов, находившийся в краткосрочном отпуске в Петрограде, оказался единственным старшим офицером, который пытался организовать действенное сопротивление восставшим, возглавив, по поручению командующего Петроградским военным округом генерала С. С. Хабалова, сводный отряд, направленный на подавление революции. Однако его отряд не был поддержан другими находившимися в Петрограде воинскими частями, а часть направленных в его распоряжение офицеров не проявляла никакого желания воевать за монархию. В этой ситуации отряд Кутепова не смог оказать серьёзного влияния на развитие событий и был вынужден прекратить сопротивление.
После победы революции вернулся на фронт. С 28 января по 10 февраля 1917 года временно командовал лейб-гвардии Преображенским полком, с 27 апреля 1917 года — командир полка, который был одной из немногих частей действующей армии, сохранявших боеспособность в условиях активной антивоенной агитации. За особые отличия в боях у деревни Мшаны во время Тарнопольского прорыва 7 июля 1917 года был представлен Георгиевской думой к ордену Святого Георгия 3-й степени, но не получил его из-за не дошедшего до правительства представления в постреволюционном хаосе.
По словам его сослуживца по полку В. Дейтриха: 

имя Кутепова стало нарицательным. Оно означает верность долгу, спокойную решительность, напряжённый жертвенный порыв, холодную, подчас жестокую волю и… чистые руки — и всё это принесённое и отданное на служение Родине.

### В Белой армии
2 декабря 1917 года, в связи с развалом Русской армии, отдал приказ о временном расформировании полка и 7 декабря отбыл через Киев на Дон, где 24 декабря 1917 года вступил в ряды Добровольческой армии. В декабре 1917 — январе 1918 года — начальник гарнизона города Таганрога, во время обороны которого вёл упорные бои с красногвардейцами. В январе 1918 года дважды разбил красные войска под командованием Р. Ф. Сиверса у Матвеева Кургана. По словам А. И. Деникина:

это был первый серьёзный бой, в котором яростному напору неорганизованных и дурно управляемых большевиков, преимущественно матросов, противопоставлено было искусство и воодушевление офицерских отрядов.

Направил роты из своего отряда для спасения юнкеров в Таганроге. Участвовал в Первом Кубанском «Ледяном» походе — первоначально как командир 3-й роты 1-го офицерского полка, затем как помощник командира полка, а после гибели в бою под Екатеринодаром полковника М. О. Неженцева — командиром Корниловского полка (с 12 апреля 1918 года). Во главе этого полка принял участие во Втором Кубанском походе. Во время этого похода, после гибели генерала С. Л. Маркова под станицей Шаблиевской, 12 июня 1918 года был назначен начальником 1-й пехотной дивизии (июнь — июль 1918 года), которой руководил во время боёв под Тихорецкой и на Кущёвском направлении. После возвращения генерала Б. И. Казановича из тайной командировки в Москву, был назначен командиром первой бригады первой пехотной дивизии.
После взятия белыми войсками 26 августа 1918 года Новороссийска был назначен военным комендантом города, затем был назначен Черноморским военным губернатором. Сразу после взятия Новороссийска массовые расстрелы без всякого суда и следствия рабочих новороссийских цементных заводов, матросов («достаточным для расстрела поводом служил выжженный порохом на руке якорь или донос какого-нибудь почтенного обывателя о сочувствии того или другого лица большевизму»), пленных красноармейцев. Было расстреляно до 12 тыс. человек.
12 ноября 1918 года «за боевые отличия» произведён в генерал-майоры.
С января 1919 года — командир 1-го армейского корпуса в Донецком бассейне. Проявил себя волевым командиром во время Харьковской операции, за что 23 июня 1919 года был произведён в генерал-лейтенанты («за боевые отличия»). Командовал корпусом во время наступления Добровольческой армии на Москву (с боями дошёл до Орла) и в период отступления от Орла до Новороссийска. Несмотря на значительные потери, смог сохранить боеспособность добровольческих дивизий — Корниловской, Марковской, Дроздовской и Алексеевской.
В Русской армии Врангеля
В марте 1920 года прибыл с корпусом из Новороссийска в Крым и был назначен П. Н. Врангелем командиром 1-го Армейского (Добровольческого) корпуса в составе Русской армии. Участвовал с корпусом в боях в Северной Таврии. После разделения Русской армии на две части, был назначен командующим 1-й армией (4 сентября[прояснить] 1920 года).

### Особенности личности
Способный офицер, которого высоко ценили командующие Белого движения, Кутепов имел лишь самые примитивные представления о политике и выделялся приверженностью к жестоким репрессиям в отношении гражданского населения. Так, находясь в должности военного коменданта Новороссийска в 1918 году, установил в городе репрессивный режим, повредивший репутации белых. В 1920 году, в качестве командира 1-го корпуса, был назначен военным комендантом Севастополя; в этой должности выделялся своей жестокостью и репрессиями в отношении гражданского населения.

### Эмигрант
В ночь на 1 ноября 1920 года одним из самых последних покинул Крым на теплоходе «Саратов». Вскоре был назначен помощником Главнокомандующего и командиром 1-го армейского корпуса в Галлиполи. Части 1-го армейского корпуса под командованием А. П. Кутепова насчитывали 26 596 человек. Сюда входили «именные» полки (Корниловский, Марковский, Дроздовский и Алексеевский), 1-я кавалерийская дивизия (четыре полка и Гвардейский конный дивизион), 1-я артиллерийская бригада, Технический полк, Железнодорожный батальон, а также шесть военных училищ и три офицерские школы. 20 ноября 1920 года был произведён Врангелем в генералы от инфантерии («за боевые отличия»). Издал приказ, в котором, в частности, говорилось: 

Для поддержания на должной высоте доброго имени и славы русского офицера и солдата, что особенно необходимо на чужой земле, приказываю начальникам тщательно и точно следить за выполнением всех требований дисциплины. Предупреждаю, что я буду строго взыскивать за малейшее упущение по службе и беспощадно предавать суду всех нарушителей правил благопристойности и воинского приличия.

Во исполнение данного приказа руководил поддержанием дисциплины в Галлиполи самыми жёсткими мерами, включая смертные приговоры, вызвавшие протесты со стороны представителей либеральной эмигрантской общественности, в том числе П. Н. Милюкова. Однако полковник Генерального штаба И. Ф. Патронов в статье «Старая и новая дисциплина», опубликованной в «Военном сборнике Общества ревнителей военных знаний» (Белград, 1921. Кн. 1. — С. 239—240), заметил: «В некоторых органах печати поднимались протесты против того режима, который установил в Галлиполи генерал Кутепов. Между тем, принимая во внимание ту крайнюю степень разложения, в которой очутилась армия после эвакуации (разложение — неизменный спутник поражений), следует признать, что это был единственный способ для сохранения остатков армии. Иначе она превратилась бы в преступную толпу и, конечно, не могла бы быть эвакуирована в славянские страны. Общее благо требовало суровых мер».
Иван Лукаш приводит слова генерала Кутепова о первых днях в Галлиполи: «На молу, где бежал стадами белых волков прибой, на холодном дожде, вповалку, промокшие до нитки, топтались женщины, дети, солдаты. Это была измученная толпа, голодные, нищие, вываленные из чёрного нутра транспортов, стонущая на ледяном дожде, поднятая ветром человеческая пыль… И под дождём мокли, дымились и никли свернутые знамёна». Немедленно по высадке в Галлиполи генералу Кутепову предстояло разрешить массу сложных вопросов первой необходимости: организовать довольствие и создать кров, открыть лечебные учреждения (в это время свирепствовал тиф), устроить бани и дезинфекционные камеры, организовать питание женщин и детей. В этом генералу помогали корпусной врач доктор Трейман и представитель Американского Красного Креста майор Дэвидсон.
Кутепов имел право носить мундиры всех «цветных» полков. И надевал их в зависимости от настроения. Армейская молодежь в Галлиполи знала о «такой верной примете: когда генерал в форме Дроздов, он добр, без цука, без подтяжки и Губы не будет, когда он в форме Корниловцев — всякое может быть, и то, и сё, а когда оденет Марковские погоны, обязательно погонит кого-нибудь на Губу». Форму Алексеевского полка надевал редко.
С конца декабря 1921 года находился во главе частей 1-го Армейского корпуса в Болгарии. 12 марта 1922 года был арестован по приказу правительства Стамболийского и 15 мая выдворен за пределы страны, прибыл через Грецию в Королевство СХС. С 8 ноября 1922 года — помощник Главнокомандующего Русской армии. Некоторое время жил в Сербии. В марте 1924 года был освобождён от этой должности в связи с переездом в Париж и переходом в распоряжение великого князя Николая Николаевича. Был сторонником активных действий против советской власти (проведение террористических актов), развития контактов с тайными организациями на территории СССР, которые, как выяснилось впоследствии, проводились под контролем чекистов (в частности, сотрудничал с так называемым «Монархическим Объединением Центральной России», деятельность которого была мистификацией ОГПУ). Видимо, в ответ на это Кутеповым был организован при РОВС Союз Национальных Террористов.
После смерти основателя РОВС генерала Врангеля великий князь Николай Николаевич приказом от 29 апреля 1928 года назначил генерала от инфантерии Кутепова председателем Русского общевоинского союза (РОВС), который активизировал деятельность организации, направленную на борьбу с советской властью, вплоть до использования террористических методов. В 1927 году группой боевой организации Кутепова был организован взрыв в здании Ленинградского партклуба, произведено минирование общежития сотрудников ОГПУ в Москве.
25 января 1930 года Кутепов во время встречи в Париже предложил Михаилу Критскому приступить к разработке плана высадки на Кубань и выразил желание отправиться в СССР с десантом.

### Гибель
26 января 1930 года Кутепов был похищен в Париже агентами советской разведки. Операцией руководили начальник 1-го отделения ИНО ОГПУ Я. И. Серебрянский и заместитель начальника контрразведывательного отдела ОГПУ С. В. Пузицкий.
Длительное время судьба Кутепова оставалась неизвестной, пока в 1989 году Леонид Михайлов (псевдоним Леонида Млечина) не опубликовал информацию о том, что генерал скончался от сердечного приступа на советском пароходе по пути из Марселя в Новороссийск. Возможно, этот приступ спровоцировала большая доза морфия, которую генералу ввели при похищении. Впрочем, никаких источников этой информации автор не привёл.
По воспоминаниям П. А. Судоплатова, Кутепов был задержан на одной из улиц Парижа тремя сотрудниками иностранной резидентуры ОГПУ, одетыми в полицейскую форму, под предлогом проверки документов. Вынужденный сесть с ними в автомобиль, генерал оказал физическое сопротивление и скончался от сердечного приступа. С. Ю. Рыбас в романе «Генерал Кутепов» утверждает, что Кутепов был тайно захоронен в саду частного дома, принадлежавшего одному из советских нелегалов в пригороде Парижа.
По другой версии, записанной со слов участников похищения Ю. П. Власовым и изложенной в его книге «Огненный крест», Кутепова «взяли на женщину» и доставили в Москву. «Уже будучи на Лубянке, очнувшись, он потребовал кофе». Дальнейшая судьба генерала Кутепова неизвестна.
В ходе суда над женой генерала Н. В. Скоблина певицей Н. В. Плевицкой ей и её мужу (заочно) были предъявлены, помимо прочих, обвинения в пособничестве похищению генерала Кутепова. В частности, указывалось, что в день похищения Кутепов шёл на встречу с кем-то из близких друзей, чьё имя так и не было установлено.
Существует версия, по которой предположения о вывозе Кутепова в СССР или его смерти на советском пароходе являются псевдоисторическими измышлениями. Согласно этой версии, Кутепов был смертельно ранен ножом в спину при задержании в Париже сотрудниками ОГПУ из группы Серебрянского. 26 января 1930 года генерала Кутепова в Париже на углу улиц Удино и Русселе окликнул полицейский. Как только генерал подошёл, из рядом стоящего такси выскочили двое мужчин и затолкали его в машину. Это и был Серебрянский с агентом. В автомобиле началась жестокая схватка. Кутепов нокаутировал одного из нападавших и одолевал второго. Лжеполицейский (переодетый французский коммунист) понял, что борьбы не выиграть, и ударил Кутепова ножом в спину. Эта версия событий получила распространение после того, как в конце 1980-х годов перед смертью от неизлечимой болезни старый французский коммунист Морис Онель рассказал французскому историку Жану Элленштейну о том, что его брат участвовал в похищении Кутепова в качестве того самого лжеполицейского, нанёсшего смертельный удар Александру Павловичу.

### Награды
- Орден Святой Анны 4-й ст. с надписью «За храбрость» (ВП 10.03.1906)
- Орден Святого Станислава 3-й ст. с мечами и бантом (ВП 23.04.1906)
- Орден Святого Владимира 4-й ст. с мечами и бантом (ВП 22.05.1906)
- Орден Святой Анны 3-й ст. с мечами и бантом
- Орден Святого Станислава 2-й ст. (ВП 6.12.1912)
- Орден Святой Анны 2-й ст. с мечами (ВП 28.10.1914)
- мечи к ордену Св. Станислава 2-й ст. (ВП 09.04.1915)
- Орден Святого Георгия 4-й ст. (ВП 26.09.1916)
- Георгиевское оружие (ПАФ 14.03.1917)
- Георгиевский крест 4-й ст. № 1216556 с лавровой веткой (за бой 07.07.1917 у д. Мшаны)
- Знак 1-го Кубанского (Ледяного) похода
- Орден Святителя Николая Чудотворца Пр. ВСЮР (11.07.1920) № 167
- Медаль «В память русско-японской войны»
- Медаль «В память 200-летия Полтавской битвы»
- Медаль «В память 100-летия Отечественной войны 1812 г.»
- Медаль «В память 300-летия царствования дома Романовых»
- Медаль «В память 200-летия морского сражения при Гангуте»
- Медаль «За труды по отличному выполнению всеобщей мобилизации 1914»

Иностранные:
- прусский Орден Короны 4-го класса с мечами на ленте Железного Креста (за боевые отличия в Русско-японскую войну)
- шведский Орден Меча
- румынский Орден Короны Румынии
- черногорский Орден Князя Даниила I-го 4-й степени

## Семья
Был женат на дочери коллежского советника Лидии Давыдовне, урождённой Кют (Кутт) (1888—1959). Сын генерала Кутепова Павел Александрович (1925—1983) в 1944 году в Югославии перешёл линию фронта и вступил в Красную армию, служил переводчиком в Смерш, но вскоре был арестован и вывезен в СССР. Содержался во Владимирском централе. Освобождён в 1954 году, в 1960—1983 годах работал переводчиком в Отделе внешних церковных сношений Московского патриархата.
Внуки — Александр и Алексей.
В исследовательской литературе встречаются упоминания о племяннице генерала — Марии Владиславовне Захарченко-Шульц, при этом историк Базанов П. Н. писал, что это было прозвищем, объясняя его появление тем обстоятельством, что Захарченко-Шульц была дальней родственницей Кутепова. Историк Г. З. Иоффе также писал, что неверно называть Захарченко-Шульц племянницей, так как «племянница» было её кодовое имя в переписке с лицами, сотрудничавшими с «Трестом».
В семье Павла Александровича Кутепова и Ольги Андреевны было пятеро детей.
- В эмиграции был также один из братьев генерала Кутепова — Борис Павлович Кутепов (1887— после 1928), полковник. Его жена и дети остались в Советской России. Дочь — Ольга Борисовна Кутепова (в замуж. Глускина; 1916–1991), врач[45], жила в Ленинграде. Награждена медалью «За оборону Ленинграда»[46]. Бывшая жена — Мария Васильевна (урожд. Федотова, во втором браке — Дернова; 1895–1932) была репрессирована в 1931 году по делу «Весна»[47].

Младший брат генерала Сергей и две сестры: Раиса и Александра — остались в Советской России.
- Сергей Павлович Кутепов (1889–1939), окончил экономический факультет Петербургского университета. Репрессирован[48]. Жена —Татьяна Мечиславовна Свенцицкая (1900-1943).  Его дочь — Ирина Сергеевна Свенцицкая (1929-2006), доктор исторических наук. Внук — Алексей Георгиевич Годер.
- Раиса Павловна Кутепова (в замуж. Митусова; 1894–1937) — ученый-этнограф, изучала жизнь народов Севера, собирала этнографические материалы для Русского музея, знала ненецкий и хантыйский языки[49][50]. Репрессирована, расстреляна в 1937 году[51][52].
- Александра Павловна Кутепова (в замуж. Мартынова; 1896—?), экономист, была репрессирована — по одним данным, в 1931 году по делу «Весна»[53], по другим — в 1938 году[54]. Возможно, она в 1931 году была сослана в Башкирию, а после окончания срока ссылки осталась там работать и была повторно арестована.

## Адрес в Париже
- 1924—1930 — 26 улица Русселе (фр. 26 rue Rousselet), 6-й округ Парижа

## Мемориал
В 1921 году вблизи русского кладбища турецкого города Гелиболу, на европейском берегу пролива Дарданеллы, чинами русской армии во главе с Кутеповым был открыт и освящён Русской православной церковью мемориал в виде каменного кургана. Когда армия покидала Галлиполийский лагерь кладбище и мемориал были торжественно переданы на попечение местной администрации. После землетрясения 1949 года мемориал был сильно разрушен и позже разобран. В 1961 году на русском кладбище Сент-Женевьев-де-Буа была восстановлена копия галлиполийского памятника, возле которого расположена символическая могила генерала Кутепова. После того как будут найдены останки генерала Кутепова, по одной из версий находящиеся под Парижем, они будут захоронены в отведённой для генерала могиле.
В 2008 году мемориал восстановлен и вновь торжественно освящён Русской православной церковью.

## Киновоплощения
- Григорий Гай — Операция «Трест» (1967)
- Владимир Ферапонтов — Хождение по мукам (1977)
- Станислав Говорухин — Маршал революции (1978)
- Пётр Щербаков — Берега в тумане (1985)
- Константин Степанков — Пароль знали двое (1985)
- Виталий Кищенко — Крылья империи (2017)

## Биографы
- Михаил Критский (1882, Москва — 1969, Париж), поручик российской армии, член Белого движения, в эмиграции в Париже — секретарь в Канцелярии РОВС, один из ближайших соратников Александра Кутепова, автор его первой биографии.
- Андрей Петухов, российский историк.

### Комментарии
1. ↑  В послужном списке А. П. Кутепова за 1908 год, который находится в Российском государственном военно-историческом архиве, местом рождения Кутепова указан город Череповец. Это подтверждает биографический очерк, написанный на основе личных воспоминаний Кутепова его секретарём М. А. Критским, и опубликованный в книге «Генерал Кутепов», изданной в Париже в 1934 году.
2. ↑  Врангелю поступало множество жалоб от гражданского населения на Кутепова. В том числе, сообщалось, что дети боятся ходить в школу, из-за большого количества повешенных на фонарных столбах.  По просьбе общественности с официальным протестом к Врангелю явился городской голова Симферополя С. А. Усов. Однако ходатайство Усова не имело успеха: Врангель поддержал действия Кутепова и угрожал повешением самому Усову[26].